# 2021년 포뮬러 원 시즌
2021년 포뮬러 원 시즌 또는 2021년 포뮬러 원 월드 챔피언십(2021 Formula One World Championship)은 포뮬러 원 자동차를 위한 모터레이싱 챔피언십으로, 72번째 포뮬러 원이다.

## 참가 팀
| 팀명                                   | 컨스트럭터                 | 섀시   | 엔진                  | 드라이버 번호 | 드라이버 이름          | 각주          |
| -------------------------------------- | -------------------------- | ------ | --------------------- | ------------- | ---------------------- | ------------- |
| 알파 로메오 레이싱 올렌                | 알파 로메오 레이싱-페라리  | C41    | 페라리 065/6          | 7             | 키미 라이코넨          | [ 4 ]         |
| 알파 로메오 레이싱 올렌                | 알파 로메오 레이싱-페라리  | C41    | 페라리 065/6          | 99            | 안토니오 지오비나치    | [ 4 ]         |
| 스쿠데리아 알파타우리 혼다             | 스쿠데리아 알파타우리-혼다 | AT02   | 혼다 RA621H           | 10            | 피에르 가슬리          | [ 6 ]         |
| 스쿠데리아 알파타우리 혼다             | 스쿠데리아 알파타우리-혼다 | AT02   | 혼다 RA621H           | 22            | 츠노다 유키            | [ 7 ] [ 8 ]   |
| 알핀 F1 팀                             | 알핀-르노                  | A521   | 르노 E-테크 20B       | 14            | 페르디난도 알론소      | [ 10 ]        |
| 알핀 F1 팀                             | 알핀-르노                  | A521   | 르노 E-테크 20B       | 31            | 에스테반 오콘          | [ 11 ]        |
| 애스턴 마틴 코그니전트 포뮬러 원 팀    | 애스턴 마틴-메르세데스     | AMR21  | 메르세데스-AMG F1 M12 | 5             | 제바스티안 베텔        | [ 14 ]        |
| 애스턴 마틴 코그니전트 포뮬러 원 팀    | 애스턴 마틴-메르세데스     | AMR21  | 메르세데스-AMG F1 M12 | 18            | 랜스 스트롤            | [ 14 ]        |
| 스쿠데리아 페라리 미션 위노우          | 페라리                     | SF21   | 페라리 065/6          | 16            | 샤를 르클레르          | [ 16 ]        |
| 스쿠데리아 페라리 미션 위노우          | 페라리                     | SF21   | 페라리 065/6          | 55            | 카를로스 사인츠 주니어 | [ 17 ]        |
| 유랄칼리 하스 F1 팀                    | 하스-페라리                | VF-21  | 페라리 065/6          | 9             | 니키타 마제핀          | [ 19 ] [ 20 ] |
| 유랄칼리 하스 F1 팀                    | 하스-페라리                | VF-21  | 페라리 065/6          | 47            | 믹 슈마허              | [ 21 ] [ 22 ] |
| 맥라렌 F1 팀                           | 맥라렌-메르세데스          | MCL35M | 메르세데스-AMG F1 M12 | 3             | 다니엘 리카르도        | [ 25 ]        |
| 맥라렌 F1 팀                           | 맥라렌-메르세데스          | MCL35M | 메르세데스-AMG F1 M12 | 4             | 랜도 노리스            | [ 26 ]        |
| 메르세데스-AMG 페트로나스 포뮬러 원 팀 | 메르세데스                 | F1 W12 | 메르세데스-AMG F1 M12 | 44            | 루이스 해밀턴          | [ 28 ]        |
| 메르세데스-AMG 페트로나스 포뮬러 원 팀 | 메르세데스                 | F1 W12 | 메르세데스-AMG F1 M12 | 77            | 발테리 보타스          | [ 29 ]        |
| 레드불 레이싱 혼다                     | 레드불 레이싱-혼다         | RB16B  | 혼다 RA621H           | 11            | 세르지오 페레즈        | [ 31 ]        |
| 레드불 레이싱 혼다                     | 레드불 레이싱-혼다         | RB16B  | 혼다 RA621H           | 33            | 막스 베르스타펜        | [ 32 ]        |
| 윌리엄스 레이싱                        | 윌리엄스-메르세데스        | FW43B  | 메르세데스-AMG F1 M12 | 6             | 니콜라스 라티피        | [ 34 ]        |
| 윌리엄스 레이싱                        | 윌리엄스-메르세데스        | FW43B  | 메르세데스-AMG F1 M12 | 63            | 조지 러셀              | [ 35 ]        |
| 출처:                                  |                            |        |                       |               |                        |               |

## 그랑프리
| 라운드 | 그랑프리                 | 서킷                                          | 경주일    |
| ------ | ------------------------ | --------------------------------------------- | --------- |
| 1      | 바레인 그랑프리          | 사키르, 바레인 인터네셔널 서킷                | 3월 28일  |
| 2      | 에밀리아로마냐 그랑프리  | 이몰라, 이몰라 서킷                           | 4월 18일  |
| 3      | 포르투갈 그랑프리        | 포티마오, 알가베 인터네셔널 서킷              | 5월 2일   |
| 4      | 스페인 그랑프리          | 몬트멜로, 서킷 드 바르셀로나-카탈루니아       | 5월 9일   |
| 5      | 모나코 그랑프리          | 몬테 카를로, 서킷 드 모나코                   | 5월 23일  |
| 6      | 아제르바이잔 그랑프리    | 바쿠, 바쿠 시티 서킷                          | 6월 6일   |
| 7      | 프랑스 그랑프리          | 르 카스텔레, 폴 리카르 서킷                   | 6월 20일  |
| 8      | 스티리안 그랑프리        | 슈필버그, 레드불 링                           | 6월 27일  |
| 9      | 오스트리아 그랑프리      | 슈필버그, 레드불 링                           | 7월 4일   |
| 10     | 영국 그랑프리            | 실버스톤, 실버스톤 서킷                       | 7월 18일  |
| 11     | 헝가리 그랑프리          | 모기로드, 헝가로링                            | 8월 1일   |
| 12     | 벨기에 그랑프리          | 스타벨로, 서킷 드 스파-프랑코르샹             | 8월 29일  |
| 13     | 네덜란드 그랑프리        | 잔드부르트, 서킷 잔드부르트                   | 9월 5일   |
| 14     | 이탈리아 그랑프리        | 몬차, 몬차 서킷                               | 9월 12일  |
| 15     | 러시아 그랑프리          | 소치, 소치 오토드롬                           | 9월 26일  |
| 16     | 터키 그랑프리            | 툴지아, 인터시티 이스탄불 파크                | 10월 10일 |
| 17     | 미국 그랑프리            | 텍사스주 오스틴, 서킷 오브 더 아메리카        | 10월 24일 |
| 18     | 멕시코시티 그랑프리      | 멕시코 시티, 오토드로모 에르마노스 로드리게즈 | 11월 7일  |
| 19     | 상 파울루 그랑프리       | 상파울루, 오토드로모 호세 카를루스 페이스     | 11월 14일 |
| 20     | 카타르 그랑프리          | 루사일, 로사일 인터내셔널 회로                | 11월 21일 |
| 21     | 사우디 아라비아 그랑프리 | 제다, 제다 스트리트 서킷                      | 12월 5일  |
| 22     | 아부다비 그랑프리        | 아부다비, 야스 마리나 서킷                    | 12월 12일 |
| 출처:  |                          |                                               |           |